# Kommunalwahlrecht (Österreich)
Das Kommunalwahlrecht regelt die Wahl der Gemeinderäte und Bürgermeister der Gemeinden in Österreich. Es ist unter Berücksichtigung der Vorgaben von Art. 117 des Bundes-Verfassungsgesetzes in den einzelnen Bundesländern jeweils durch eigene Landesgesetze geregelt.

## Aktives Wahlrecht bei Kommunalwahlen
Damit ein Bürger in der Gemeinde das aktive Wahlrecht besitzt, muss er verschiedene Kriterien erfüllen:
- Er muss in der Gemeinde einen Anknüpfungspunkt seinen Hauptwohnsitz haben. In einzelnen Bundesländern ist ein Nebenwohnsitz ausreichend.
- Er muss österreichischer Staatsbürger oder Bürger eines EU-Staates sein.
- Ein Bürger muss das 16. Lebensjahr zum bekanntgegebenen Wahltag vollendet haben.
- Es dürfen keine sonstigen Wahlausschließungsgründe vorliegen (Verurteilung, NS-Wiederbetätigung, vorübergehender Aufenthalt in der Gemeinde etc.).

Sind diese Voraussetzungen erfüllt, so kann er in der Wählerevidenz eingetragen werden.
Vor jeder Gemeinderatswahl flammen Diskussionen über das Wahlalter und über das Wahlrecht von Ausländern (auch Nicht-EU-Bürgern), die sich schon länger in der Gemeinde aufhalten, auf.

## Passives Wahlrecht bei Kommunalwahlen
Das passive Wahlrecht wird eingeräumt, wenn die jeweilige Person am Wahltag das 18. Lebensjahr vollendet hat und der Hauptwohnsitz der Person sich in Österreich befindet. Zudem dürfen keine sonstigen Wahlausschließungsgründe vorliegen (Verurteilung, NS-Wiederbetätigung, vorübergehender Aufenthalt in der Gemeinde etc.). Eine österreichische oder eine EU-Staatsbürgerschaft sind ausreichend für eine Kandidatur bei Gemeinderatswahlen.

## Sondersituation in Wien
Eine Sonderregelung besteht in der Gemeinde Wien; da hier eine Personalunion zwischen Gemeinderat und gesetzgebendem Landtag besteht, dürfen nichtösterreichische EU-Bürger nicht an dieser Wahl teilnehmen. Gleichwohl können EU-Bürger an der Wahl zu den Bezirksvertretungen teilnehmen.